# Albert Defant
Albert Joseph Maria Defant (Trento, 12 luglio 1884 – Innsbruck, 24 dicembre 1974) è stato un meteorologo e oceanografo austriaco.
Pubblicò lavori fondamentali sulla fisica dell'atmosfera e dell'oceano ed è considerato uno dei fondatori dell'oceanografia fisica.

## Biografia
Albert Defant sposò Maria Krepper nel 1909 e la coppia ebbe tre figli, tra i quali il meteorologo Friedrich Defant. La moglie morì nel 1949 e in seguito Defant sposò Maria Theresia Schletterer nel 1952.

## Riconoscimenti
- Ludwig Haitinger Preis" der Österreichischen Akademie der Wissenschaften, Wien, Österreich ("Haitinger Prize" of the Austrian Academy of Sciences, Vienna, Austria)
- 1917 Österreichisches Verdienstkreuz in Gold, Wien, Österreich (National Decoration in Gold awarded for services to the community, Vienna, Austria)
- 1928 "Alfred Ackermann-Teubner-Gedächtnispreis" zur Förderung der Mathematischen Wissenschaften, Leipzig, Deutschland ("Alfred Ackermann-Teubner Memorial Medal" promoting mathematical sciences, Leipzig, Germany)
- 1932 "Vega-Medaille" der Schwedischen Gesellschaft für Anthropologie und Geographie, Stockholm, Schweden ("Vega Medal" of the Swedish Society for Anthropology and Geography, Stockholm, Sweden)
- 1933 Golden "Alexander Agassiz Medal" of the National Academy of Sciences in Washington, D.C., USA
- 1935 "Galathea Medaillon" of the Royal Danish Geographical Society, Copenhagen, Denmark
- 1943 "Arrhenius-Preis" der Universität Leipzig, Deutschland ("Arrhenius Award" of Leipzig University, Germany)
- 1947 "Honorary Ring" of the Austrian Society of the United Nations League, Vienna, Austria
- 1956 "Emil-Wiechert-Medaille" der Deutschen Geophysikalischen Gesellschaft ("Emil Wiechert Medal" of the German Geophysical Society).
- 1957 Ehrendoktor der Freien Universität Berlin, Deutschland (Honorary Doctor at the Free University of Berlin)
- 1962 Orden "Pour le Mérite für Wissenschaften und Künste" (Order "Pour le mérite for sciences and arts"), Germany
- 1963 "Joachim-Jungius-Medaille", Joachim Jungius-Gesellschaft der Wissenschaften, Hamburg, Deutschland ("Joachim Jungius Medal", Joachim-Jungius Society of Sciences, Hamburg, Germany)
- 1974 "Goldene Jubiläumsmedaille" der Universität Innsbruck, Österreich ("Golden Anniversary Medal", Innsbruck University, Austria)
- 1974 Österreichisches Ehrenzeichen für Wissenschaft und Kunst, Wien, Österreich (Austrian Honorary Medal for Science and Art, Vienna, Austria)
- 1975 (postumo) Golden Honorary Medal of the Oceanographic Society of Japan, Tokyo, Japan

## Opere
Albert Defant pubblicò 222 articoli e 12 libri. Una selezione dei principali contributi viene riportata di seguito.
- Defant, A.,1921. Die Zirkulation der Atmosphäre in den gemäßigten Breiten der Erde (Grundzüge einer Theorie der Klimaschwankungen.) Geografiska Ann. 3, 209-266 (La circolazione atmosferica alle medie latitudini della Terra).
- Defant, A.,1922. Die meridionale Temperaturverteilung auf der Erde und der Massenaustausch zwischen Äquator und Pol. Meteor. Z. (La distribuzione di temperatura nell'emisfero meridionale della Terra e gli scambi di massa tra l'equatore e il polo).
- Defant, A.,1925. Gezeitenprobleme des Meeres in Landnähe, Probleme der Kosmischen Physik, Bd. 6. H. Grand, Hamburg (Problemi di maree vicino alla costa).
- Defant, A.,1926. Wetter und Wettervorhersage. Fr. Deutike, Wien, erste Auflage 1918, zweite Auflage (Tempo e previsioni del tempo).
- Defant, A.,1928. Lufthülle und Klima. Enzyklopädie der Erdkunde. FR. Deutike, Wien (Atmosfera e clima).
- Defant, A.,1928 . "Statik und Dynamik der Atmosphäre. In Handbuch der Experimentalphysik, Geophysik, vol.1, Wien und Harms, Leipzig (Statica e dinamica dell'atmosfera).
- Defant, A.,1928 (korr. 1931). "Physik des Meeres". In Handbuch der Experimentalphysik, Geophysik, Band 2, Wien und Harms, Leipzig (Fisica dei mari).
- Defant, A.,1929. Dynamische Ozeanographie. - Einführung in die Geophysik, Bd. 3. J. Springer, Berlin (Oceanografia dinamica).
- Defant, A., 1932. Ebbe und Flut des Meeres. In: "Meereskunde. Sammlung volkstümlicher Vorträge", Institut für Meereskunde, Berlin, Band 18, 7, Heft 203 (Flussi e riflussi di marea).
- Defant, A., 1936. Schichtung und Zirkulation des Atlantischen Ozeans - Die Troposphäre. Wiss.Ergebn. Deutsch. Atlant. Exp. "Meteor" 1925 - 27, Bd. VI.(1), Lfg. 3, Berlin. (Stratificazione e circolazione dell'Oceano Atlantico - La troposfera. Risultati scientifici della spedizione atlantica tedesca della nave da ricerca "Meteor" 1925) - Tradotto in inglese da Emery, W.J., 1981. Stratification and Circulation of the Atlantic Ocean - The Troposphere. Scientific Results of the German Atlantic Expedition of the Research Vessel "Meteor" 1925 – 27, Vol.VI, Part 1, Al-Ahram Center for Scientific Translations, Cairo.
- Defant, A., Böhnecke, G., und Wattenberg, H.,1936. Die ozeanographischen Arbeiten des Vermessungs-Schiffes "Meteor" in der Dänemarkstraße und in der Irmingersee in den Jahren 1929, 1930, 1933 und 1935. l. Teil. Veröff. d. Inst. f. Meereskunde, Berlin (Il lavoro oceanografico della name da ricerca "Meteor" nello stretto di Danimarca e nel Mare di Irninger durante gli anni 1929, 1930, 1933 e 1935).
- Defant, A., Hg. mit Hans Frebold, 1942. Der Einfluss des Reflexionsvermögens von Wasser und Eis auf den Wärmeumsatz der Polargebiete. Reihe: Veröffentlichungen des Deutschen Wissenschaftlichen Instituts DWI zu Kopenhagen. Reihe 1: Arktis. Nr. 5 Gebrüder Borntraeger, Berlin (L'influenza della riflettanza dell'acqua e del ghiaccio sul bilancio termico delle regioni polari).
- Defant, A., 1943. Die Gezeiten der festen Erde, des Meeres und der Atmosphäre. - Preuß. Akad. d. Wissenschaften, Vorträge u. Schriften H. 10 (Le maree della terraferma, del mare e dell'atmosfera).
- Defant, A., 1951. Die Geophysik und ihre Stellung im Rahmen der übrigen Naturwissenschaften. — Rektorinaugurationsrede, Universität Innsbruck (La geofisica e il suo ruolo tra le altre scienze naturali).
- Defant, A., 1953. Ebbe und Flut des Meeres, der Atmosphäre und der Erdfeste. Verständliche Wissenschaft, Bd. 49. Springer-Verlag, Berlin u. Heidelberg 1953, 2. Aufl. (Flussi e riflussi delle maree, dell'atmosfera e della terraferma).
- Defant, A., 1957. Flutwellen und Gezeiten des Wassers. In Encyclopedia of Physics, vol. 48, Geophysics II. Springer-Verlag, Berlin und Heidelberg (Onde di marea e maree d'acqua).
- Defant, A., F. Defant, 1957. Atmosphärische Dynamik. Akademische Verlagsgesellschaft, Frankfurt a. M. (Dinamica dell'atmosfera).
- Defant, A., Defant, F.,1958. Physikalische Dynamik der Atmosphäre, Akademische Verlagsgesellschaft, Frankfurt, 527 p. (Dinamica fisica dell'atmosfera).
- Defant, A., 1960. Ebb and Flow. In Ann Arbor Sciences Library, The University Press of Michigan, first edition 1958, second edition. (Maree e flussi)
- Defant, A., 1961. Physical Oceanography. Pergamon Press, New York, London, Paris, Vol.II, 1960, Vol.I. (Oceanografia fisica)